# Колосе
Колосе (Colossae или Colosse), такође познат као Хона (Chonae) или Кона је био древни град у Фригији, смештен на реци Лик, притоци реке Меандер. Био је смештен око 20 km изнад Лаодицеја, односно близу пута који је спајао Ефес са Еуфратом. Његова локација до данас није идентификована.
Колосе се у античким изворима спомиње као важан град у 5. веку п. н. е. Године 396. п. н. е. у њему је на превару убијен персијски сатрап Тисаферн. Међутим, до 1. века н. е. град је изгубио на важности. Спомиње се у Новом завету, а касније је у близини основан византијски град по имену Кона.